# ナニ・ロマ

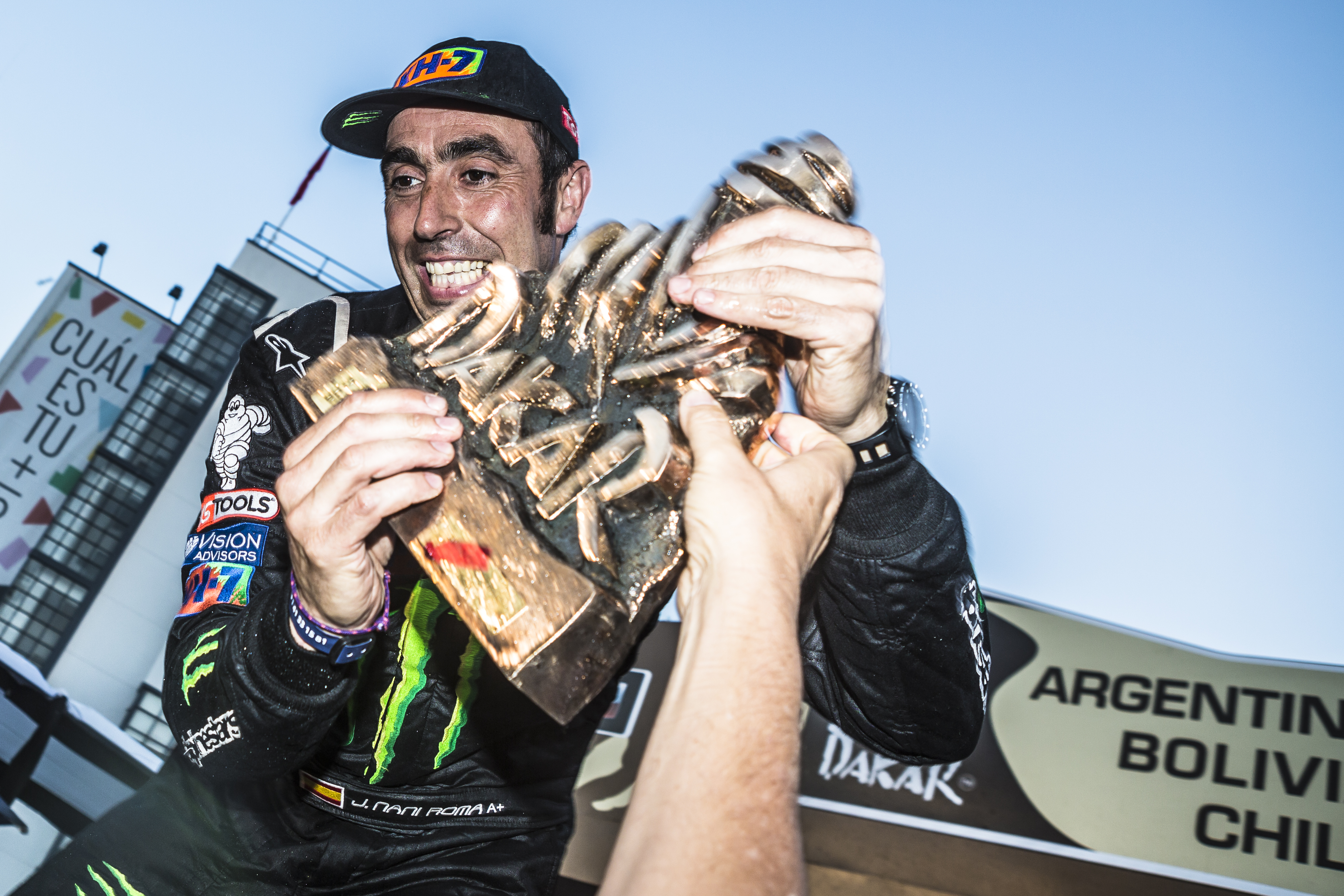
2014年ダカール・ラリーの表彰台にて

ジョアン・"ナニ"・ロマ・カララック（Joan "Nani" Roma Cararach、1972年2月17日 - ）は、スペイン・カタルーニャ州バルセロナ出身のラリーレイド選手。ダカール・ラリーの二輪・四輪双方で優勝を記録した数少ない人物の一人。
名前は「ナニ・ローマ」とも表記される。二輪ライダー時代の初期は「ジョアン・ローマ」と名乗っていた。190cm級の長身で知られる。

## 経歴

### ラリーレイド

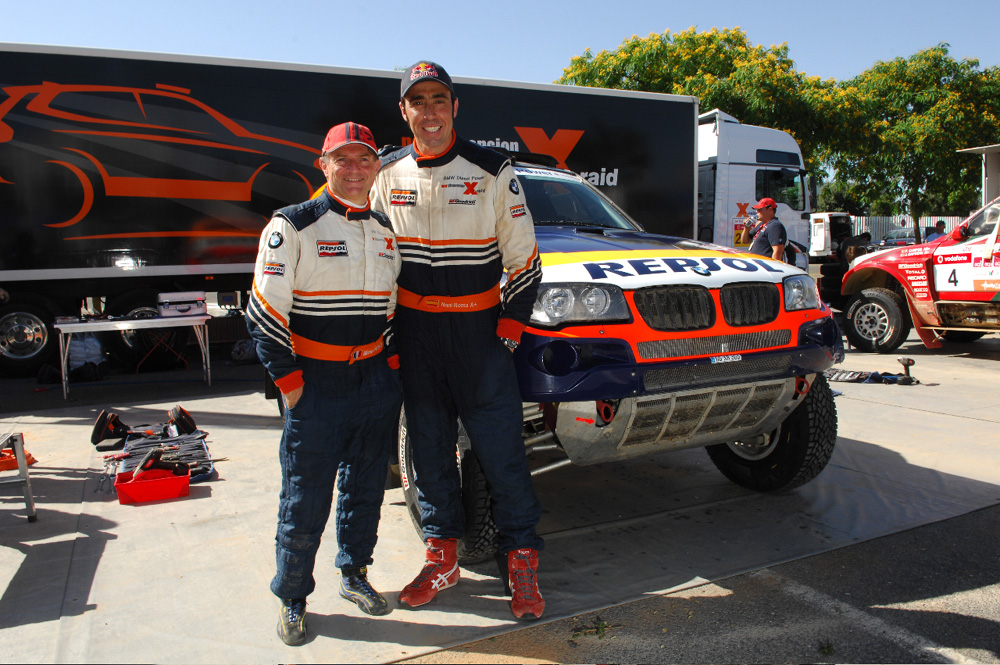
2009年X-raid加入直後、ナビのミシェル・ペラン（左）との記念撮影

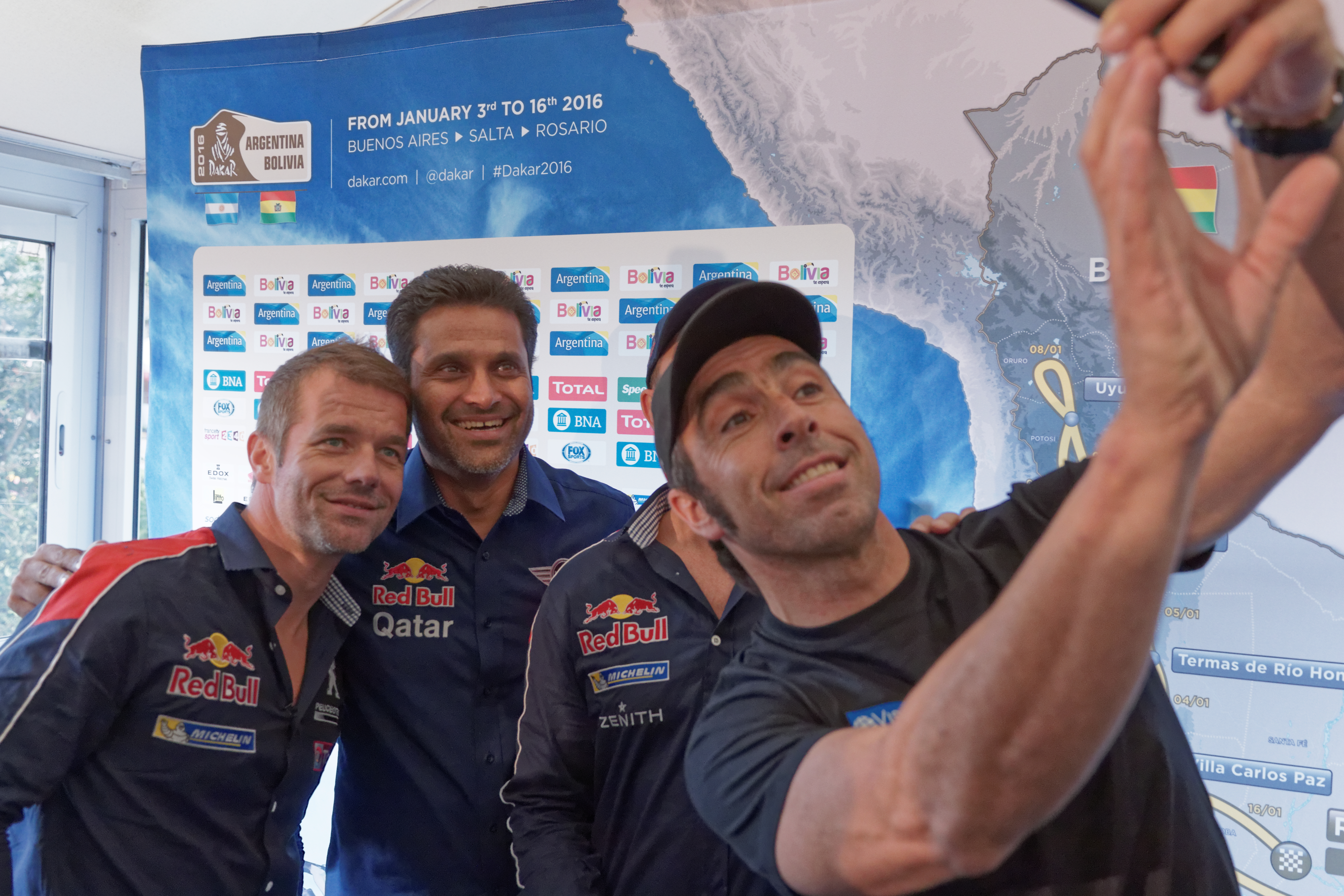
2016年ダカール前のプレスカンファレンスにて、レジェンドたちと自撮り。左からセバスチャン・ローブ、ナッサー・アル＝アティヤ、ロマ。ロマの後ろに隠れているのがステファン・ペテランセル。

国内や欧州地域の、クロスカントリーやエンデューロイベントで腕を磨き、1996年にダカール・ラリーにKTMのマシンでデビューした。1998年には初のステージ勝利を記録し、以降も毎年ステージ勝利するなど速さは一級品であったが、完走できたのは2000年（17位、ステージ4勝）の一度のみであった。
2001年だけBMWを駆った後、再びKTMに戻った。2002年はディフェンディングチャンピオンのファブリツィオ・メオーニに対して首位を3分の僅差で守っていたが、終盤にナビゲーションミスで迷い続け、体力が限界を迎えてリタイアという劇的な幕切れを迎えた。
9度目の挑戦となった2004年に2度目の完走。これが初優勝となり、大願を成就した。
翌2005年に二部門制覇を目指して四輪へ転向し、当時常勝軍団であった三菱自動車工業に加入。2006年ダカールでは総合3位を獲得した。しかしこの年のラリー・デュ・モロッコでコンクリート壁に激突し、篠塚建次郎と共にダカールを制したベテランのアンリ・マーニュを事故死させてしまっている。2007〜2009年ダカールまでは、後にカルロス・サインツと組むスペイン人のルーカス・クルツをナビとした。
三菱が撤退した2009年ダカール以降は共にドイツのX-raidへ加入。このときクルツと別れ、ベテランの仏人ナビであるミシェル・ペリンと組んだ。
2011年に参戦予定だったJMBストラダーレが破産し、オーバードライブ・レーシングの日産をドライブした。翌2012年はX-raidへ戻った。
ロマはMINI・ALL4 Racingをドライブして2014年に優勝し大願を成就。ユベール・オリオール、ステファン・ペテランセルに継ぎ3人目となる二輪・四輪の王者となった。2016年はナビがスペイン人のアレックス・ハロに交代した。
2017年に再びオーバードライブ・レーシングに加入しトヨタ・ハイラックスをドライブ。表彰台独占のプジョー・スポール勢に次ぐ4位でフィニッシュした。翌年にX-raidに戻り、2019年に二輪駆動のJCWバギーでチーム最上位となる2位表彰台を獲得した。
2020年は中国資本により一瞬復活した、太古のドイツ車ブランドであるボルクヴァルトのマシンをドライブした（27位完走）。シリル・デプレの元ナビで、スペイン人のダニエル・オリベラスへナビが交代した。

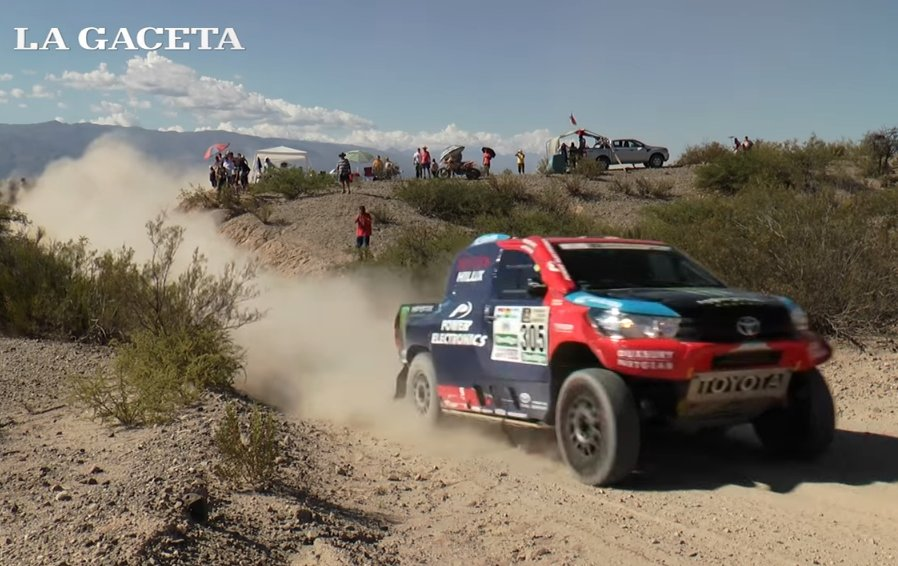
2017年トヨタ・ハイラックスをドライブ

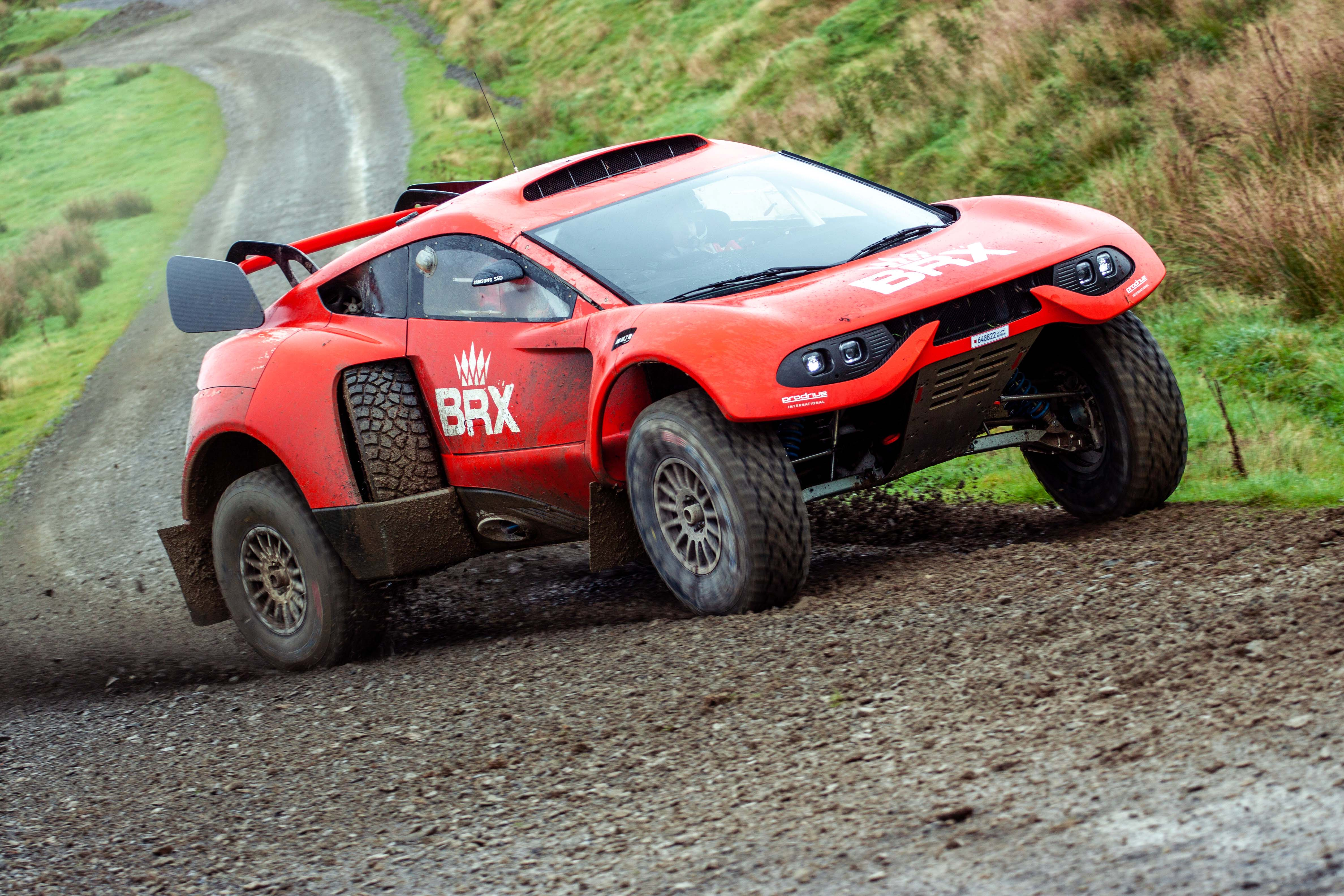
2021年BRXハンターT1+のテストに参加

2021年はプロドライブが運営するBRX（バーレーン・レイド・エクストリーム）へ加入し、セバスチャン・ローブと共にハンターをドライブ。本番1週間前にナビのオリベラスに新型コロナウイルス陽性が発覚したため、親交のあったアレックス・ウィノック（ゲラン・シシェリの元ナビ）が急遽就くという一幕があったが、総合5位で終えた。
2022年は52位完走。W2RC（世界ラリーレイド選手権）にも参戦する予定だったが、シーズン途中で膀胱ガンの治療によりアンダルシア・ラリー前にチームを離脱。切除を受け、本人の頑健さにも助けられて予後は良好であった。
2023年ダカールはガン治療の予後は良好だったものの、準備が間に合わず初挑戦以来、初の欠場となった。BRXからは離脱し、ダカールへ新規参入予定のフォード系プライベーターのMスポーツ/ニール・ウーリッジ・モータースポーツのジョイントチームで、フォード・レンジャーのT1+マシン開発に携わり、2024年の復帰を狙う。復帰戦となった2023年ラリー・デュ・マロックではトヨタ勢に次ぐ3位表彰台を獲得した。

### ラリー

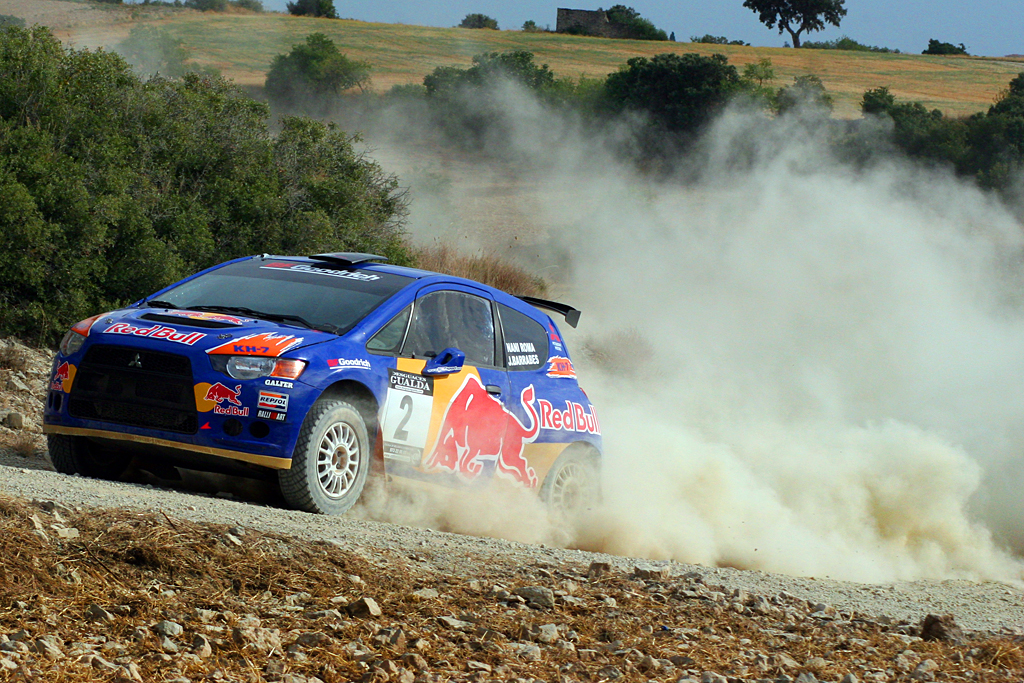
2010年三菱・コルトをドライブ

ラリーレイドのイメージが強いロマだが、スペイン国内のラリー選手権（スペイングラベル選手権）にも参戦している。
2001年にセアト・イビーサのF2キットカーでデビュー。2004年からスペイングラベル選手権内の三菱エボ・カップで三菱・ランサーエボリューションをドライブ。2010年〜2012年は国内独自規定のプロトタイプの三菱・コルトへ、2013〜2016年はMINI・カントリーマンへマシンを切り替えた。
以降は参戦していなかったが、2022年にガンを治療した後に参戦。フォルクスワーゲン・ポロ R5をドライブしてラリー・シウダー・デ・グラナダで総合優勝し、競技復活を宣言した。